# Parc Nacional de Rondane
El Parc Nacional de Rondane (en noruec: Rondane nasjonalpark) és el parc nacional més antic de Noruega, establert el 21 de desembre de 1962, protegint una de les zones amb més riquesa en flora i fauna i geologia del país. Dins el parc hi ha deu pics que superen els 2.000 metres, dels quals, el més alt és el majestuós Rondeslottet, amb una altitud de 2178 metres. Molts dels rens salvatges del país, habiten en aquest parc.
Actualment el parc té una superfície de 963 km², ja que el 2003 fou ampliat. El parc se situa als comtats d'Oppland i Hedmark, a l'est de la vall Gudbrandsdal i de Dovre i Jotunheimen.

## Geografia
Rondane és una zona geogràficament coneguda, típica per les seves altes muntanyes, amb grans altiplans i unes majestuoses valls. Les deu muntanyes més altes del parc, superen els 2000 metres. El punt de més alçada i el pic més alt del parc és el Rondeslottet («el castell Rondane»), que té una alçada de 2178 metres. El punt de menys alçada, està situat just després dels grans boscos del parc, dels quals estan situats aproximadament entre els 1000 i 1100 metres sobre el nivell del mar. El clima és afable i força àrid. A més dels bedolls blancs, el sòl i les roques sovint estan cobertes per líquens i brucs. En les muntanyes de més alçada gairebé no hi ha natura; a partir dels 1500 metres d'altitud tan sols creixen líquens sobre les pedres nues.
Les altes muntanyes estan dividides per extenses valls. En la vall de més profunditat hi ha el llac Rondvatnet, un llac força estret que ocupa la major part d'aquesta vall. Normalment el parc no rep prou precipitacions, cosa que no li permet generar glaceres permanents, tot i que en les part superior de les valls més planes es poden trobar acumulacions de neu.
El punt central del parc és el llac Rondvatnet, des del qual es poden fer tots els pics al voltant de 2000 metres en menys d'un dia de caminada. En l'àrea central, i al nord d'aquesta, l'altitud és bastant alta comparada amb els altiplans del sud. Els pics més altos del parc són el Rondslottet (2178 msnm), Storronden (2138 msnm) i Høgronden (2118 msnm).
En la major part del parc, es troben olles d'aigua, creades per petites restes de glaceres de l'Edat del Gel, i peculiars muntanyes anomenades "eskers", creades per la morrena arrossegada de les glaceres.

## Història

### Prehistòria
La història de l'àrea de Rondane comença al final de l'última Edat de Gel. Els grans canvis climàtics van permetre que els rens es dispersessin lliurement al llarg d'Escandinàvia, només per ser forçats a tornar a una àrea molt més petita, incloent la zona muntanyosa de Rondane, uns centenars d'anys després. Un grup d'arqueòlegs va descobrir que el bosc va créixer ràpidament en les grans altures; certs bedolls trobats a 1030 msnm, tenien al voltant de 8,500 anys d'antiguitat.
A la muntanya Plateaux, hi ha evidència que grups nòmades que vivien de la caça de rens. Es poden trobar grans paranys usats per atrapar rens a Gravhø i Bløyvangen, i també dispersos pel parc. Aquests estan fets de pedra, en les quals els rens podien ser emboscats amb facilitat.
Juntament amb aquestes grans trampes, també hi ha petites parets de pedra arquejades, que es creu que van ser usades com amagatall pels arquers per esperar les seves preses. Diversos mètodes de datació suggereixen que les trampes més antigues poden arribar a tenir uns 3500 anys d'antiguitat. La majoria dels descobriments, incloent restes de cases, daten d'entre els anys 500 i 700. Se sap amb certesa que les grans trampes i les parets, foren usades des del segle vi fins al començament de la Pesta Negra, al segle xiv.

### Creació

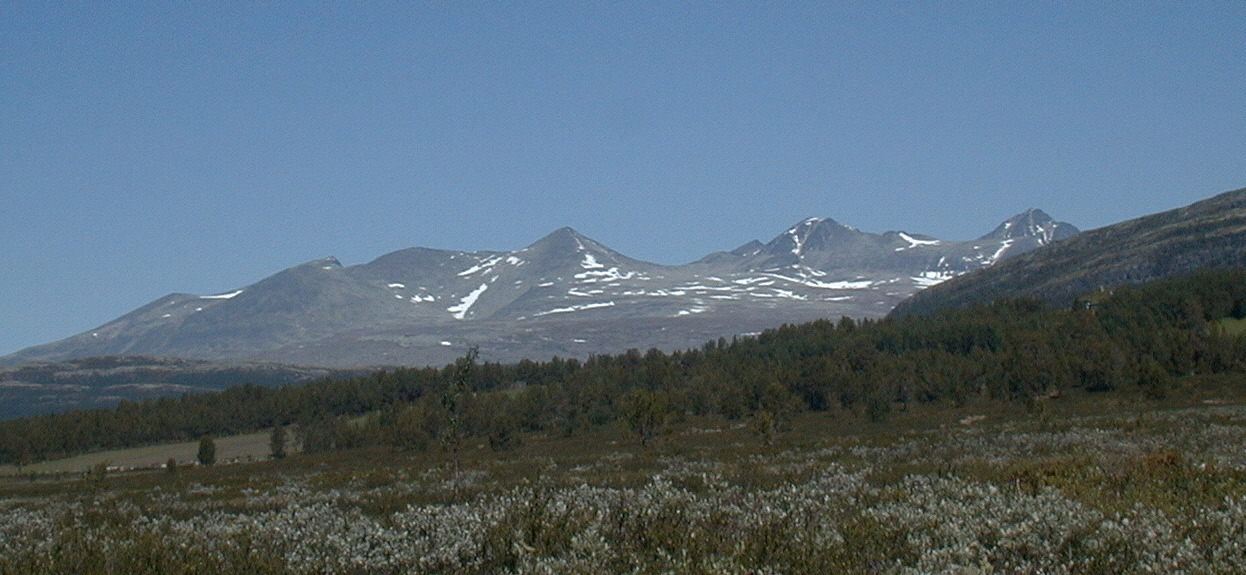
El turó Smiubelgen

Després de gairebé una dècada de planejament, Rondane fou creat com el primer parc nacional de Noruega, el 21 de desembre de 1962. En principi, fou establert com una zona de protecció natural, però més tard va ser nomenat Parc nacional. Les principals raons per protegir l'àrea eren "salvaguardar el medi ambient, amb la seva vegetació i vida animal autòctona, i l'herència cultural, i també assegurar el medi ambient com una àrea recreativa per a les pròximes generacions".
Els esforços legals per protegir la natura a Noruega daten des del 1954, quan la Llei de Protecció de la Naturalesa fou aprovada. Poc després, el 1995, foren dutes a terme reunions comunitàries en les municipalitats properes a Rondane, i es fundà una comissió. Norman Heitkøtter va ser elegit president d'aquesta comissió, hi va fer possible, mitjançant una resolució Real, establir el Parc nacional de Rondane. En el moment de la seva creació, el parc cobria una àrea de 580 km².
Encara que Rondane fou el primer parc nacional de Noruega, molts altres van seguir. Els parcs són mantinguts pel Directorat Noruec per a l'Administració de la natura.

### L'expansió del 2003
Com una mesura especial per a la protecció dels rens salvatges, el parc fou engrandit significativament en 2003; la seva àrea va augmentar de 580-963 km². Les principals ampliacions van anar cap al nord-oest, i en menor mesura a l'est i el sud. A més, les àrees amb menor protecció (tant protecció del paisatge com de la naturalesa), foren posats en connexió amb Rondane. Fou obert un nou parc nacional, el Parc Nacional de Dovre, entre Rondane i el Parc Nacional de Dovrefjell-Sunndalsfjella. Amb aquesta nova expansió, ara la vora nord de Rondane és a 1 km de la vora sud del Parc Nacional Dovre, i les grans seccions de muntanyes adjacents estan protegides pels tres parcs.

## Geologia

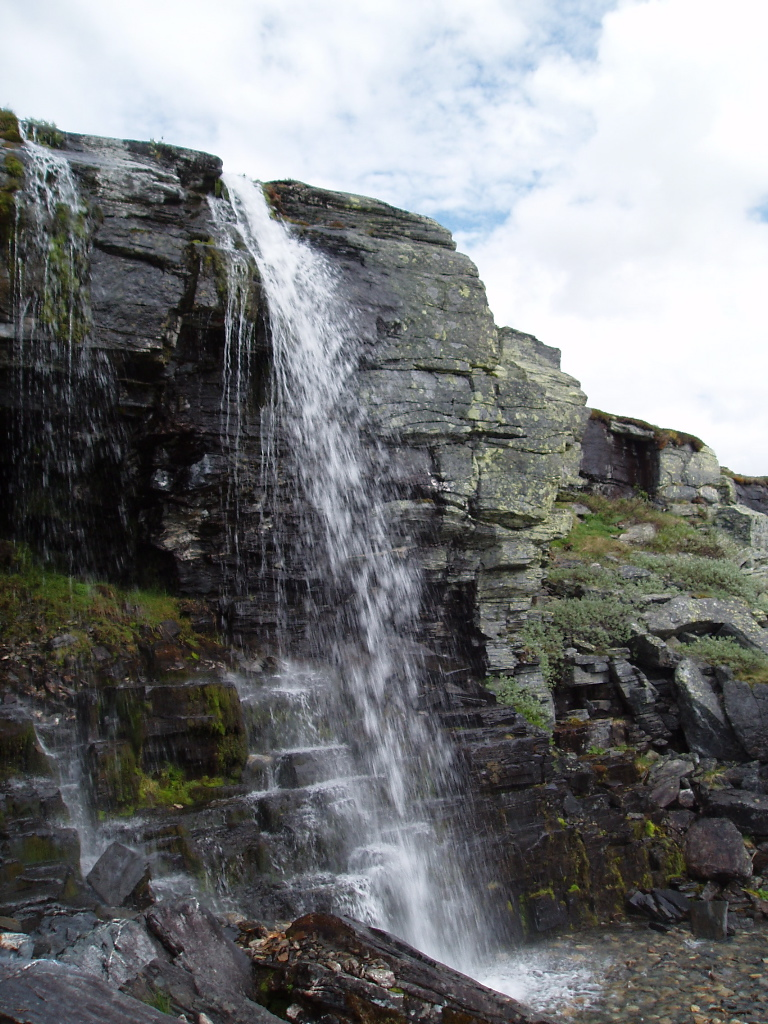
Geologia a Rondane; la roca mostra signes de sedimentació

El llit de roca de Rondane ve d'un jaç marí poc profund, creat entre 500 i 600 milions d'anys enrere. Per això, els canvis en l'escorça terrestre van crear una zona muntanyosa de roca metamòrfica i quars. No s'han trobat fòssils en l'àrea, de manera que es creu que el mar d'on la roca va venir, no contenia vida animal.
El paisatge actual es va formar majorment durant l'última edat de gel, entre nou o deu mil anys enrere. En aquell moment, existien enormes quantitats de gel formades, i es creu que el gel va ser fonent gradualment en cicles canviants de fosa i acumulació de gel. La fosa va ser ràpid quan va succeir, cavant profunds rius i valls.
Rondane posseeix alguns petits canons, creats per la ràpida fusió de gel, sent els més prominents Jutulhogget i Vesle-Ula.

## Biologia
Rondane és un dels pocs llocs d'Escandinàvia i Europa on es troben rens salvatges (l'oposat la raça domèstica). El Directorat Noruec per a l'Administració de la Natura considera Rondane "especialment important com una àrea de manteniment de la vida dels rens autòctons ". S'estima que aproximadament de 2000 a 4000 rens viuen a Rondane i la propera zona de Dovre. Per protegir la població de rens a la seva zona nucli, durant els últims deu anys van ser moguts les senderes de caminades. També, el parc fou ampliat el 2003, per proporcionar encara més protecció per als rens .
Altres grans animals, incloent cabirols i alcis, són comuns a la rodalia de Rondane, i, ocasionalment, es pot poden observar bous mesquers. També hi són presents els goluts i una petita població d'ossos, mentre que els llops són rars.
Els rens depenen de gran manera del liquen i en la molsa del ren, que creixen, juntament amb el bruc i el dur gespa, a la completament falta d'aliment, àrida i rocosa altiplà. El liquen proveeix d'aliment als rens, però també fertilitza la terra, fent possible el creixement de les plantes menys robustes, i l'alimentació dels lemmings i els ratolins. Una espècie de flor que sobreviu molt bé, és la ranuncle glacial, que es troba fins a 1700 metres d'altura.

## Turisme

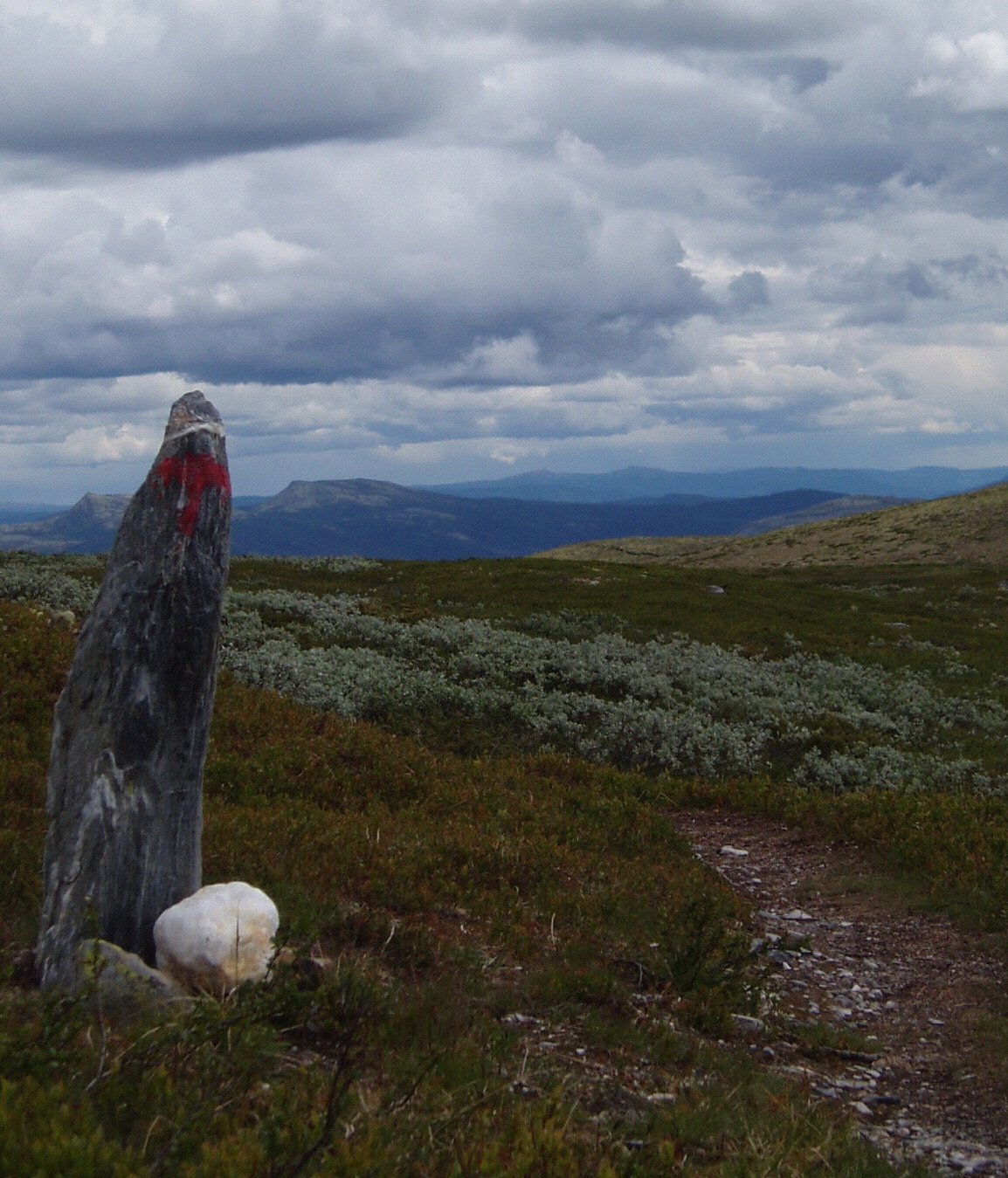
Les T de color vermell indiquen el camí en los recorreguts marcats.

Les persones que visiten Rondane són lliures de fer caminades i acampar en totes les àrees del parc, excepte en el veïnatge de les cabanes. A més d'estar tancat el trànsit de vehicles motoritzats, no s'apliquen moltes més regles. La pesca i la caça estan permeses amb llicències.
L'Associació Noruega de Turisme de Muntanya (DNT) és una associació que posseeix i administra una xarxa de cabanyes de muntanya al servei dels excursionistes. A Rondane, hi ha una cabanya central al sud del llac Rondvatnet i dues més en altres punts. Les tres cabanes són ateses per persones i proveïdes de menjar, i posseeixen allotjament limitat (per reservar amb anticipació). També hi ha cabanes no ateses per persones, com per exemple, Eldåbu, on es necessita una clau.
La DNT també marca les senderes al parc, amb lletres T de color vermell a la pedres, les quals són molt fàcils de veure. Els camins marcats amb les T condueixen a les cabanes, com també marquen el camí a alguns dels pics a prop de Rondavatnet. Recentment, alguns dels senders han estat moguts lleugerament, per evitar les àrees on viuen els rens.
El servei de cabanes també està disponible durant la temporada hivernal, encara que de vegades, durant la temporada baixa, són només autoservei. Els principals esports que es poden practicar són el ràfting, l'esquí i les cavalcades. Les pistes d'esquí estan marcades, i certes vegades preparades, per la DNT o per algun dels hotels i resorts d'esquí propers al parc.

## Cultura

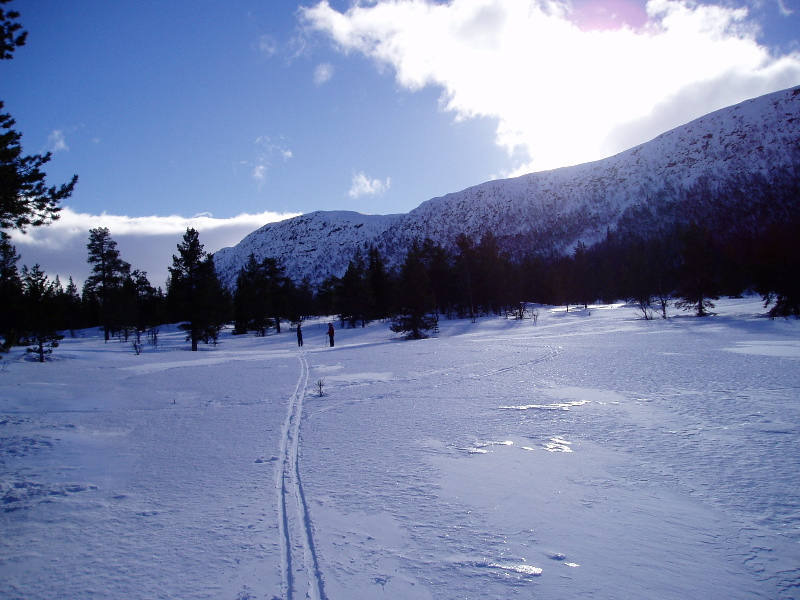
Esquiadors a l'hivern, Rondane

Els paisatges de Rondane han inspirat a molts escriptors noruecs. Probablement, el treball més conegut és de Peer Gynt (1867), una obra de teatre escrita per Henrik Ibsen, la qual està parcialment ambientada a Rondane.
Act 2, Scene lV
(Among the Ronde mountains. Sunset. Shining snowpeaks all around.
Peer Gynt enters, dizzy and bewildered.)
Peer
Tower over tower arises!

Hei, what a glittering gate!

Stand! Will you stand! It's drifting

further and further away!

...
Acte 2, Escena lV
(Entre les muntanyes de Rondane. Capvespre. Brillants pics nevats al voltant.
Peer Gynt entra, marejat i desconcertat.)
Peer:
Torre sobre torre s'aixequen!
Ei!, mira quin paisatge tan fascinant!
Més i més lluny!
Ei!, mira quin paisatge tan lluent! 
···

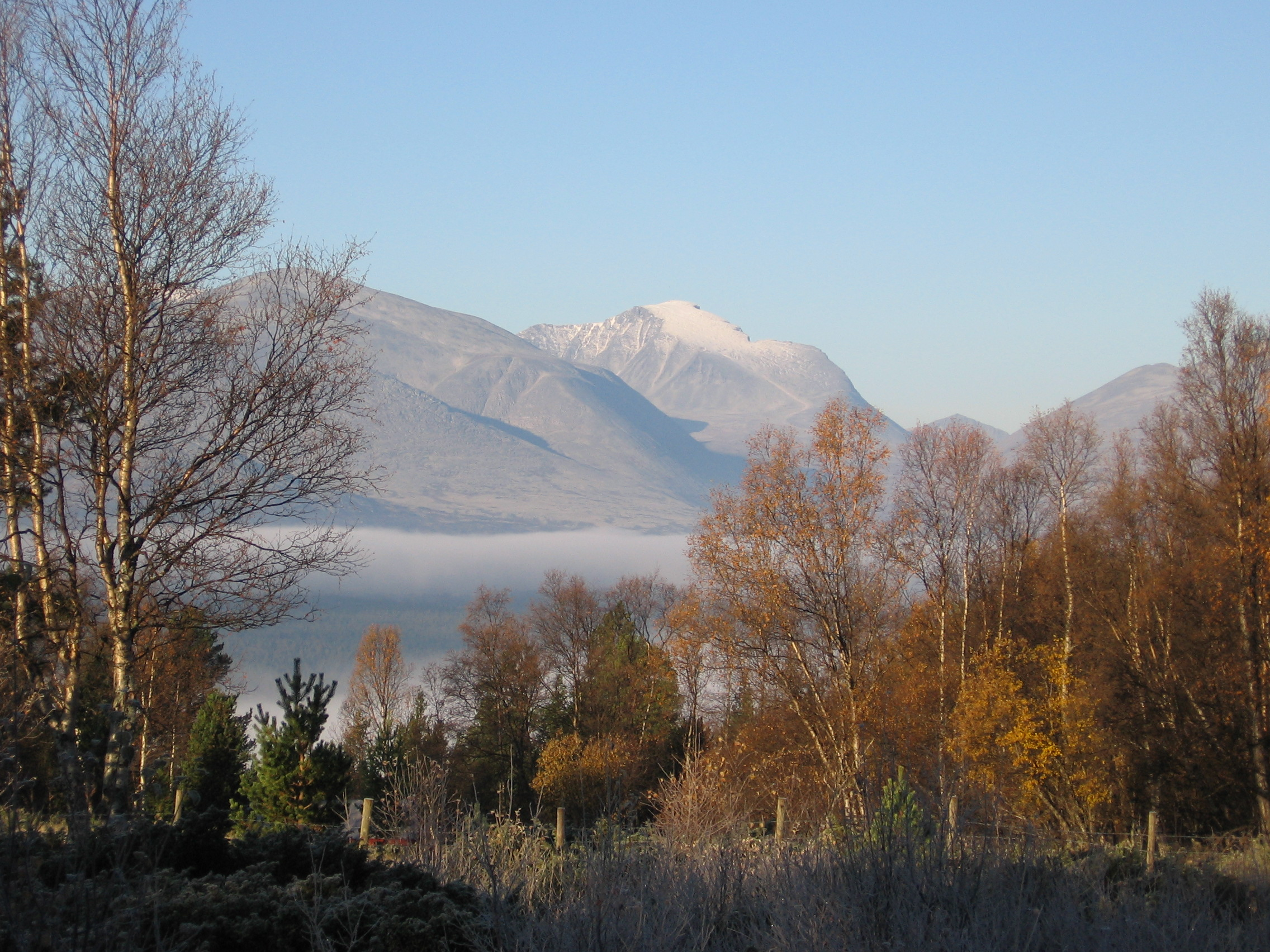
Un capvespre a Rondane

Amb això, Ibsen va incloure a Rondane en un dels millors drames del segle xix, i va fer del lloc un símbol de la bellesa natural de Noruega.
Peter Christen Asbjørnsen, escriptor i investigador de la cultura noruega al segle xix, va col·leccionar moltes històries connectades amb Rondane, incloent Peer Gynt, la història d'Ibsen. Un tercer escriptor que va ambientar un dels seus famoses obres en Rondane és el poeta Aasmund Olavsson Vinje, amb el seu poema No ser ig Atter slike Fjell og Dalar.